# شتاشوو-فرشزار
شتاشوو-فرشزار (به آلمانی: Stechow-Ferchesar) یک شهر در آلمان است که در هافه‌لانت واقع شده‌است. شتاشوو-فرشزار ۹۲۸ نفر جمعیت دارد.